# Jörg Habersetzer
Jörg Habersetzer és un paleontòleg alemany, notable pel seu treball en el camp de la mastologia. Treballa a l'Institut de Recerca Senckenberg, on és cap d'investigació del jaciment de Messel. S'especialitza en la investigació dels rats penats prehistòrics.
Entre altres, descrigué els següents gèneres i espècies:
- Palaeochiropteryx (P. tupaiodon) (amb Gerhard Storch)[1]